# Alessandria Unione Sportiva 1958-1959
Questa voce raccoglie le informazioni riguardanti l'Alessandria Unione Sportiva nelle competizioni ufficiali della stagione 1958-1959.

## Stagione
Nella stagione 1958-1959 l'Alessandria disputò il dodicesimo campionato di Serie A della sua storia.

## Divise
| 1ª maglia | 2ª maglia |

## Organigramma societario
Area direttiva
- Presidente: Silvio Sacco
- Vice-presidenti: Amedeo Ruggiero e Remo Sacco

Area organizzativa
- Segretario amministrativo: Enrico Reposi
- Segretario: Piero Zorzoli

Area tecnica
- Allenatore: Luciano Robotti
- Allenatore in 2ª: Franco Pedroni
- Preparatore: De Sisti

Area sanitaria
- Medico sociale: Cesare Bruno
- Massaggiatore: Eugenio Taverna

## Rosa
| N. |                   | Ruolo | Calciatore          |
| -- | ----------------- | ----- | ------------------- |
|    | Italia (bandiera) | P     | Pacifico Cuman      |
|    | Italia (bandiera) | P     | Sergio Notarnicola  |
|    | Italia (bandiera) | P     | Ideo Stefani        |
|    | Italia (bandiera) | D     | Umberto Boniardi    |
|    | Italia (bandiera) | D     | Aurelio Gerin       |
|    | Italia (bandiera) | D     | Giovanni Giacomazzi |
|    | Italia (bandiera) | D     | Aldo Nardi          |
|    | Italia (bandiera) | D     | Franco Pedroni      |
|    | Italia (bandiera) | D     | Bruno Russoni       |
|    | Italia (bandiera) | C     | Lucio Dell'Angelo   |
|    | Italia (bandiera) | C     | Antonino Gerbaudo   |
|    | Italia (bandiera) | C     | Antonio Girardo     |
|    | Italia (bandiera) | C     | Michele Manenti     |

| N. |                      | Ruolo | Calciatore           |
| -- | -------------------- | ----- | -------------------- |
|    | Italia (bandiera)    | C     | Mario Moriggi        |
|    | Italia (bandiera)    | C     | Tullio Oldani        |
|    | Italia (bandiera)    | C     | Roberto Passarin     |
|    | Italia (bandiera)    | C     | Giancarlo Pistorello |
|    | Italia (bandiera)    | C     | Gianni Rivera        |
|    | Italia (bandiera)    | C     | Alberto Sgorlon      |
|    | Italia (bandiera)    | C     | Cirano Snidero       |
|    | Italia (bandiera)    | A     | Ercole Castaldo      |
|    | Italia (bandiera)    | A     | Aldo Dorigo          |
|    | Italia (bandiera)    | A     | Giancarlo Filini     |
|    | Italia (bandiera)    | A     | Benito Lorenzi       |
|    | Argentina (bandiera) | A     | Juan Carlos Tacchi   |
|    | Svizzera (bandiera)  | A     | Roger Vonlanthen     |

## Risultati

### Serie A

#### Girone d'andata
| Arbitro: | Ferrari (Milano) |

|                                                               |           |            |
| Arce 19’ Piaceri 20’, 66’ Bertoloni 28’ Marchi 53’ Armano 56’ | Marcatori | 90’ Dorigo |

| Arbitro: | Lo Bello (Siracusa) |

|                   |           |                                          |
| Dorigo 48’ (rig.) | Marcatori | 1’ Lojacono 24’ Hamrin 26’, 52’ Montuori |

| Arbitro: | De Marchi (Pordenone) |

|                     |           |             |
| Broccini 87’ (rig.) | Marcatori | 73’ Manenti |

| Arbitro: | Butti (Como) |

|              |           |                                     |
| Castaldo 19’ | Marcatori | 11’ Mariani 59’ Brighenti 71’ Luosi |

| Arbitro: | De Robbio (Torre Annunziata) |

|                                                 |           |            |
| Schiaffino 1’ Danova 15’, 21’ Altafini 20’, 88’ | Marcatori | 69’ Oldani |

| Alessandria 26 ottobre 1958 | Alessandria        | 0 – 0 | Genoa | Stadio Giuseppe Moccagatta\| Arbitro: \| Angelini (Firenze) \| |
| Arbitro:                    | Angelini (Firenze) |       |       |                                                                |

| Arbitro: | Marengo (Chiavari) |

|                 |           |  |
| Sentimenti V 6’ | Marcatori |  |

| Arbitro: | Campanati (Milano) |

|                 |           |             |
| Tacchi 47’, 64’ | Marcatori | 84’ Mazzoni |

| Arbitro: | Babini (Ravenna) |

|             |           |  |
| Campana 16’ | Marcatori |  |

| Arbitro: | Carpani (Milano) |

|                                           |           |                                |
| Vonlanthen 37’, 38’ Tacchi 41’ Dorigo 65’ | Marcatori | 24’ Rimbaldo 63’, 83’ Santelli |

| [[Napoli]] 21 dicembre 1958 | Napoli            | 0 – 0 | Alessandria | Stadio Arturo Collana\| Arbitro: \| Bartolomei (Roma) \| |
| Arbitro:                    | Bartolomei (Roma) |       |             |                                                          |

| Arbitro: | Jonni (Macerata) |

|  |           |                        |
|  | Marcatori | 53’ Bizzarri 75’ Tozzi |

| Arbitro: | Mori (Cremona) |

|                 |           |                        |
| Lorenzi 8’, 10’ | Marcatori | 58’ Nicolè 89’ Corradi |

| Arbitro: | Guarnaschelli (Pavia) |

|              |           |            |
| Da Costa 78’ | Marcatori | 13’ Filini |

| Arbitro: | De Marchi (Pordenone) |

|                                        |           |  |
| Bodi 22’ (rig.) Pascutti 50’, 76’, 83’ | Marcatori |  |

| Arbitro: | Famulari (Messina) |

|             |           |  |
| Firmani 69’ | Marcatori |  |

| Arbitro: | Rigato (Venezia) |

|             |           |             |
| Manenti 66’ | Marcatori | 43’ Recagno |

#### Girone di ritorno
| Alessandria 1º febbraio 1959 | Alessandria    | 0 – 0 | Torino | Stadio Giuseppe Moccagatta\| Arbitro: \| Righi (Milano) \| |
| Arbitro:                     | Righi (Milano) |       |        |                                                            |

| Arbitro: | Menchini (Udine) |

|                                                                                               |           |            |
| Lojacono 10’, 85’ Cervato 26’ (rig.) Segato 30’ Giacomazzi 62’ (aut.) Montuori 68’ Hamrin 88’ | Marcatori | 69’ Tacchi |

| Arbitro: | Butti (Como) |

|                  |           |  |
| Manenti 75’, 85’ | Marcatori |  |

| Padova 22 febbraio 1959 | Padova               | 0 – 0 | Alessandria | Stadio Silvio Appiani\| Arbitro: \| Carbonelli (Brescia) \| |
| Arbitro:                | Carbonelli (Brescia) |       |             |                                                             |

| Arbitro: | Rigato (Mestre) |

|            |           |                   |
| Tacchi 12’ | Marcatori | 52’, 74’ Altafini |

| Arbitro: | Campanati (Milano) |

|             |           |            |
| Magnini 83’ | Marcatori | 77’ Oldani |

| Arbitro: | Orlandini (Roma) |

|                   |           |             |
| Tacchi 49’ (rig.) | Marcatori | 72’ Manente |

| Arbitro: | Moriconi (Roma) |

|             |           |  |
| Mazzoni 60’ | Marcatori |  |

| Arbitro: | Angelini (Firenze) |

|             |           |  |
| Lorenzi 48’ | Marcatori |  |

| Arbitro: | Jonni (Macerata) |

|                            |           |  |
| Bresolin 25’ Del Negro 69’ | Marcatori |  |

| Arbitro: | Rigato (Venezia) |

|  |           |                       |
|  | Marcatori | 5’ Dorigo 44’ Moriggi |

| Arbitro: | Campanati (Milano) |

|                                  |           |                 |
| Pistorello 26’ Tacchi 56’ (rig.) | Marcatori | 82’ Del Vecchio |

| Arbitro: | Righi (Milano) |

|                         |           |                          |
| Colombo 23’ Charles 60’ | Marcatori | 8’ Filini 65’ Pistorello |

| Arbitro: | Guigue (Arles) |

|            |           |              |
| Tacchi 50’ | Marcatori | 4’ Selmosson |

| Arbitro: | Jonni (Macerata) |

|             |           |  |
| Lorenzi 43’ | Marcatori |  |

| Arbitro: | De Marchi (Pordenone) |

|                       |           |            |
| Pistorello 75’ (rig.) | Marcatori | 8’ Firmani |

| Arbitro: | Perego (Milano) |

|                         |           |            |
| Mora 55’, 75’ Meroi 86’ | Marcatori | 78’ Tacchi |

### Coppa Italia

#### Terzo turno
| Arbitro: | Guarnaschelli (Pavia) |

|  |           |                           |
|  | Marcatori | 55’ Taddei 57’, 87’ Gaeta |

#### Quarto turno
| Arbitro: | Mori (Cremona) |

|                                                   |           |  |
| Dorigo 16’ Lorenzi 27’ Oldani 34’, 82’ Tacchi 69’ | Marcatori |  |

#### Ottavi di Finale
| Arbitro: | Gay (Asti) |

|                                              |           |                 |
| Charles 43’, 97’, 118’ Sívori 52’, 92’, 110’ | Marcatori | 67’, 69’ Filini |

## Statistiche

### Statistiche di squadra
| Competizione | Punti | In casa | In casa | In casa | In casa | In casa | In casa | In trasferta | In trasferta | In trasferta | In trasferta | In trasferta | In trasferta | Totale | Totale | Totale | Totale | Totale | Totale | DR  |
| Competizione | Punti | G       | V       | N       | P       | Gf      | Gs      | G            | V            | N            | P            | Gf           | Gs           | G      | V      | N      | P      | Gf     | Gs     | DR  |
| ------------ | ----- | ------- | ------- | ------- | ------- | ------- | ------- | ------------ | ------------ | ------------ | ------------ | ------------ | ------------ | ------ | ------ | ------ | ------ | ------ | ------ | --- |
| Serie A      | 28    | 17      | 6       | 7       | 4       | 21      | 22      | 17           | 2            | 5            | 10           | 12           | 35           | 34     | 8      | 12     | 14     | 33     | 57     | -24 |
| Coppa Italia |       | 2       | 1       | 0       | 1       | 5       | 3       | 1            | 0            | 0            | 1            | 2            | 6            | 3      | 1      | 0      | 2      | 7      | 9      | -2  |
| Totale       | -     | 19      | 7       | 7       | 5       | 26      | 25      | 18           | 2            | 5            | 11           | 14           | 41           | 37     | 9      | 12     | 16     | 40     | 66     | -26 |

### Statistiche dei giocatori[2]
| Giocatore      | Serie A  | Serie A | Coppa Italia | Coppa Italia | Totale   | Totale |
| Giocatore      | Presenze | Reti    | Presenze     | Reti         | Presenze | Reti   |
| -------------- | -------- | ------- | ------------ | ------------ | -------- | ------ |
| U. Boniardi    | 31       | 0       | 2            | 0            | 33       | 0      |
| E. Castaldo    | 17       | 1       | 1            | 0            | 18       | 1      |
| P. Cuman       | 20       | -27     | 1            | 0            | 21       | -27    |
| L. Dell'Angelo | -        | -       | 1            | 0            | 1        | 0      |
| A. Dorigo      | 21       | 4       | 3            | 1            | 24       | 5      |
| G. Filini      | 12       | 2       | 1            | 2            | 13       | 4      |
| A. Gerbaudo    | 2        | 0       | 1            | 0            | 3        | 0      |
| A. Gerin       | 1        | 0       | -            | -            | 1        | 0      |
| G. Giacomazzi  | 18       | 0       | -            | -            | 18       | 0      |
| A. Girardo     | 25       | 0       | 2            | 0            | 27       | 0      |
| B. Lorenzi     | 25       | 4       | 2            | 1            | 27       | 5      |
| M. Manenti     | 17       | 4       | 1            | 0            | 18       | 4      |
| M. Moriggi     | 3        | 1       | -            | -            | 3        | 1      |
| A. Nardi       | 25       | 0       | 3            | 0            | 28       | 0      |
| S. Notarnicola | 11       | -18     | 1            | -2           | 12       | -20    |
| T. Oldani      | 13       | 2       | 3            | 2            | 16       | 4      |
| R. Passarin    | 4        | 0       | -            | -            | 4        | 0      |
| F. Pedroni     | 27       | 0       | 3            | 0            | 30       | 0      |
| G. Pistorello  | 23       | 3       | -            | -            | 23       | 3      |
| G. Rivera      | 1        | 0       | -            | -            | 1        | 0      |
| B. Russoni     | 1        | 0       | 1            | 0            | 2        | 0      |
| A. Sgorlon     | 1        | 0       | -            | -            | 1        | 0      |
| C. Snidero     | 30       | 0       | 2            | 0            | 32       | 0      |
| I. Stefani     | 3        | -13     | 3            | -7           | 6        | -20    |
| J.C. Tacchi    | 27       | 9       | 3            | 1            | 30       | 10     |
| R. Vonlanthen  | 16       | 2       | 2            | 0            | 18       | 2      |